# 奥島貞雄
奥島 貞雄（おくしま さだお、1936年 - 2017年9月2日）は、元自由民主党職員、元自由民主党幹事長室長。

## 来歴
福井県生まれ。その後、一家は兵庫県に移る。中学校を卒業した1952年、衆議院の医務室で看護師をしていた姉を頼って上京。当時赤坂にあった日本大学第三高等学校に入学。姉の紹介で衆議院でアルバイトすることとなった。衆院内自由党控え室で使い走りの日々を送る。女性の上司にすすめられ、1954年、自由党本部に就職。高校を卒業し、中央大学法学部夜間部に入学。1955年の保守合同により自由民主党総務局勤務。1961年、中央大学法学部夜間部卒業。
1965年から幹事長室勤務となる。1992年、自民党事務局次長兼幹事長室長に就任。
1996年の第41回衆議院議員総選挙で比例北陸信越ブロックから単独立候補（25位）するが落選。24位は、塩野谷晶（元坂井隆憲衆議院議員秘書）。1998年の第18回参議院議員通常選挙で比例区から立候補（28位）したが落選した。
1999年、自民党を定年退職。
2017年9月2日、死去。80歳没。

## 著書
- 『自民党幹事長室の30年』中央公論新社、2002年12月。ISBN 978-4120033438。
  - 『自民党幹事長室の30年』中公文庫、2005年9月25日。ISBN 978-4122045934。
- 『自民党総裁選―権力に憑かれた亡者たち』中央公論新社、2006年8月10日。ISBN 978-4120037597。
  - ※改題『自民党抗争史―権力に憑かれた亡者たち』中公文庫、2009年5月29日。ISBN 978-4122051522。